# 2847 Parvati
2847 Parvati este un asteroid din centura principală, descoperit pe 1 februarie 1959 de LONEOS.